# Guerra de Módena
La Guerra de Módena o de Mutina se libró en la península itálica en el 44 y 43 a. C., principalmente en torno a la ciudad de Mutina, tras el asesinato de Cayo Julio César.

## Causas
Tras el asesinato de Julio César el 15 de marzo del 44 a. C. el poder en Roma quedó en manos de los cesarianos, el cónsul romano Marco Antonio, el Magister Equitum Marco Emilio Lépido, Lucio Cornelio Balbo y Aulo Hircio. Los asesinos, encabezados por Marco Junio Bruto y Cayo Casio Longino estaban aislados y divididos en el Capitolio, temerosos del populacho afecto al difunto dictador. Habían cometido el error de no asesinar también a los principales lugartenientes de César. Las legiones también eran leales al dictador y los intentos de ganarse a Hircio o a Publio Cornelio Dolabela fueron infructuosos. Dos días después, Antonio se presentó ante el Senado en ánimo de paz y reconciliación, pero el 20 de marzo, durante el funeral de César, su discurso enfureció al pueblo contra los asesinos y estos últimos tuvieron que huir para el Lacio en abril. Antonio se mostró nuevamente conciliador y permitió a Gayo Trebonio ir a Asia, a Lucio Tilio Cimbro ir a Bitinia y a Décimo Junio Bruto Albino ir a la Galia Cisalpina. Entre tanto, Dolabela se preparaba para ir como gobernador a Siria y Antonio a Macedonia. Las provincias de Iliria, África y Apamea quedaron al mando de cesarianos destacados como Publio Vatinio, Tito Sextio, Lucio Staio Murco y Quinto Marcio Crispo.
El equilibrio se alteró con la llegada a Brindisi del heredero de César, Cayo Julio César Octaviano, quien inmediatamente empezó a contactar con cesarianos como Hircio, Cayo Vibio Pansa y Lucio Cornelio Balbo el Menor. Hizo presión para obligar a Bruto y Casio a salir de Italia. El 1 y 2 de junio consiguió que la  lex de permutatione provinciarum cambiara la asignación de gobernaciones provinciales: Antonio iría a la Galia Comata (manteniendo el control de las legiones en los Balcanes) y Décimo Bruto no obtendría nada. El 1 de agosto el Senado manda expulsar inmediatamente de la península a los cabecillas del magnicidio y Antonio obedece, recibiendo de premio el mando de Creta y Cirene. Pero su posición fue debilitada en los meses siguientes por Marco Tulio Cicerón. El 9 de octubre viajó a Brindisi para tomar el mando de las legiones llegadas desde Macedonia. Octaviano intento tomar el poder con su ejército privado a inicios de noviembre, pero rápidamente fracaso. Octaviano debe ir a Arezzo con Marco Vipsanio Agripa, Quinto Salvidieno Rufo y Cayo Mecenas.

## Guerra
El 29 de noviembre Antonio salió de Brindisi con sus legiones sobre la Cisalpina contra el cesaricida (asesino de César) Décimo Junio Bruto Albino, quien se había mostrado cada vez más bélicoso. También ordenó a sus lugartenientes Publio Ventidio Baso y Lucio Decidio Saxa reclutar tropas en Campania y Piceno. Entre tanto, Cicerón había unido en un solo grupo a Hircio y Pansa con Octaviano. Podía pedir ayuda a los gobernadores Lépido de Hispania Citerior y la Galia Narbonense, Gayo Asinio Polión de la Hispania Ulterior y Lucio Munacio Planco de la Galia Comata. Sólo Polión era de fiar, pero estaba demasiado lejos. El 20 de diciembre Cicerón denunciaba duramente las acciones de Antonio y conseguía el respaldo oficial para Octaviano y Décimo Bruto. Mientras tanto, Antonio llegaba a Rimini y ordenaba a Décimo Bruto entregar el mando de su provincia y su ejército, como éste se negó lo asedía en Mutina. El 1 de enero del 43 a. C. Hiricio y Pansa se hicieron cónsules y se dio un debate de cuatro días sobre qué hacer con Antonio, sólo Quinto Fufio Caleno defendió al caudillo. Se envía como embajadores a Lucio Calpurnio Pisón Cesonino, Lucio Marcio Filipo y Servio Sulpicio Rufo para convencerlo que desista de sus acciones y se someta al Senado. Los intentos de reconciliación fracasan por la oposición de Cicerón. El 15 de marzo Antonio crítica a Octaviano por aliarse con los asesinos de su padre adoptivo. Cuatro días después los ejércitos senatoriales estaban listos en Bolonia mientras Décimo Bruto estaba en apuros en Mutina. Finalmente, el 20 de marzo una propuesta de paz elaborada por Lépido y Planco es rechazada.
El 14 de abril se daba la Batalla del Foro de los Galos y los ejércitos del Senado vencen a Antonio, pero Pansa es herido de muerte. Siete días después se da la Batalla de Mutina, Antonio es nuevamente vencido pero Hircio muere. Pansa muere en la noche del 22 y 23 de abril. Antonio ordenó que Baso se le uniera mientras levanta el asedio y huye a Tortona y luego a Génova, el 3 de mayo se le unía Baso. Continuó su retirada a la Narbonense hasta que llega el 15 de mayo al Forum Julii.

## Consecuencias
Aunque Antonio había sido vencido en el campo de batalla, los dos cónsules estaban muertos y a partir del 30 de mayo inició sus negociaciones con Lépido, reconciliándose ambos cesarianos. Este último había cruzado el 26 de abril el Ródano en dirección a Italia. Debido a esto Cicerón hace que Lépido sea declarado enemigo público el 30 de junio. El 19 de agosto Octaviano abandono su alianza con Cicerón y marchó sobre Roma con ocho legiones, la guarnición desertó y se pasó a su bando. Se hizo nombrar cónsul junto a su partidario Quinto Pedio. Antonio, Lépido, Polión y Planco unen sus fuerzas, Décimo Bruto piensa en detenerlos pero sus diez legiones desertan y debe huir solo, pero un jefe tribal galo le asesina y entrega su cabeza a Antonio. Octaviano llevó a cabo varias medidas, liberar a Antonio y Lépido de sus acusaciones de enemigos públicos de la República. El 11 de noviembre en Bolonia se entrevista con ambos caudillos y nace el Segundo Triunvirato. Mientras tanto, Casio y Bruto preparaban sus fuerzas y pronto se dará la Batalla de Filipos.